# Episodi di Doctor Who (serie televisiva 1963) (seconda stagione)
Questa voce contiene l'elenco degli episodi della seconda stagione della serie TV Doctor Who. Nel Regno Unito questi episodi sono stati trasmessi dal 31 ottobre 1964 al 24 luglio 1965. In Italia non sono mai stati trasmessi, ma nel 2007 alcuni episodi sono stati doppiati in italiano e pubblicati in un cofanetto DVD dal titolo Doctor Who - I Dalek invadono la Terra.
Come per tutte le stagioni della serie classica, gli episodi vengono suddivisi in "macrostorie" (in inglese, serial) con una propria continuità narrativa e un proprio titolo, qui indicato nella colonna "Titolo serial" della tabella.
Due episodi (indicati con P) sono andati perduti.
| nº | Titolo originale        | Titolo italiano                | Prima TV UK      | Prima TV Italia | Titolo serial               |
| -- | ----------------------- | ------------------------------ | ---------------- | --------------- | --------------------------- |
| 1  | Planet of Giants        | Il pianeta dei giganti         | 31 ottobre 1964  | inedito         | Planet of Giants            |
| 2  | Dangerous Journey       | Viaggio pericoloso             | 7 novembre 1964  | inedito         | Planet of Giants            |
| 3  | Crisis                  | Crisi                          | 14 novembre 1964 | inedito         | Planet of Giants            |
| 4  | World's End             | La fine del mondo              | 21 novembre 1964 | DVD             | The Dalek Invasion of Earth |
| 5  | The Daleks              | I Dalek                        | 28 novembre 1964 | DVD             | The Dalek Invasion of Earth |
| 6  | Day of Reckoning        | La resa dei conti              | 5 dicembre 1964  | DVD             | The Dalek Invasion of Earth |
| 7  | The End of Tomorrow     | La fine del domani             | 12 dicembre 1964 | DVD             | The Dalek Invasion of Earth |
| 8  | The Waking Ally         | Il risveglio dell'alleato      | 19 dicembre 1964 | DVD             | The Dalek Invasion of Earth |
| 9  | Flashpoint              | Punto di esplosione            | 26 dicembre 1964 | DVD             | The Dalek Invasion of Earth |
| 10 | The Powerful Enemy      | Il nemico potente              | 2 gennaio 1965   | inedito         | The Rescue                  |
| 11 | Desperate Measures      | Misure disperate               | 9 gennaio 1965   | inedito         | The Rescue                  |
| 12 | The Slave Traders       | I mercanti di schiavi          | 16 gennaio 1965  | inedito         | The Romans                  |
| 13 | All Roads Lead to Rome  | Tutte le strade portano a Roma | 23 gennaio 1965  | inedito         | The Romans                  |
| 14 | Conspiracy              | Cospirazione                   | 30 gennaio 1965  | inedito         | The Romans                  |
| 15 | Inferno                 | Inferno                        | 6 febbraio 1965  | inedito         | The Romans                  |
| 16 | The Web Planet          | Il pianeta ragnatela           | 13 febbraio 1965 | DVD             | The Web Planet              |
| 17 | The Zarbi               | Gli Zarbi                      | 20 febbraio 1965 | DVD             | The Web Planet              |
| 18 | Escape to Danger        | Fuga dal pericolo              | 27 febbraio 1965 | DVD             | The Web Planet              |
| 19 | Crater of Needles       | Il cratere degli aghi          | 6 marzo 1965     | DVD             | The Web Planet              |
| 20 | Invasion                | L'invasione                    | 13 marzo 1965    | DVD             | The Web Planet              |
| 21 | The Centre              | Il centro                      | 20 marzo 1965    | DVD             | The Web Planet              |
| 22 | The Lion                | Il leone                       | 27 marzo 1965    | inedito         | The Crusade                 |
| 23 | The Knight of Jaffa (P) | Il cavaliere di Jaffa          | 3 aprile 1965    | inedito         | The Crusade                 |
| 24 | The Wheel of Fortune    | La ruota della fortuna         | 10 aprile 1965   | inedito         | The Crusade                 |
| 25 | The Warlords (P)        | I signori della guerra         | 17 aprile 1965   | inedito         | The Crusade                 |
| 26 | The Space Museum        | Il museo spaziale              | 24 aprile 1965   | inedito         | The Space Museum            |
| 27 | The Dimensions of Time  | Le dimensioni del tempo        | 1º maggio 1965   | inedito         | The Space Museum            |
| 28 | The Search              | La ricerca                     | 8 maggio 1965    | inedito         | The Space Museum            |
| 29 | The Final Phase         | La fase finale                 | 15 maggio 1965   | inedito         | The Space Museum            |
| 30 | The Executioners        | Gli esecutori                  | 22 maggio 1965   | inedito         | The Chase                   |
| 31 | The Death of Time       | La morte del tempo             | 29 maggio 1965   | inedito         | The Chase                   |
| 32 | Flight Through Eternity | Volo attraverso l'eternità     | 5 giugno 1965    | inedito         | The Chase                   |
| 33 | Journey into Terror     | Viaggio nel terrore            | 12 giugno 1965   | inedito         | The Chase                   |
| 34 | The Death of Doctor Who | La morte di Doctor Who         | 19 giugno 1965   | inedito         | The Chase                   |
| 35 | The Planet of Decision  | Il pianeta della decisione     | 26 giugno 1965   | inedito         | The Chase                   |
| 36 | The Watcher             | L'osservatore                  | 3 luglio 1965    | inedito         | The Time Meddler            |
| 37 | The Meddling Monk       | Il monaco impiccione           | 10 luglio 1965   | inedito         | The Time Meddler            |
| 38 | A Battle of Wits        | Una battaglia di intelletti    | 17 luglio 1965   | inedito         | The Time Meddler            |
| 39 | Checkmate               | Scacco matto                   | 24 luglio 1965   | inedito         | The Time Meddler            |

## Planet of Giants
- Diretto da: Mervyn Pinfield (parti 1 e 2) e Douglas Camfield (parte 3)
- Scritto da: Louis Marks
- Dottore: Primo Dottore (William Hartnell)
- Compagni di viaggio: Susan Foreman (Carole Ann Ford), Ian Chesterton (William Russell) e Barbara Wright (Jacqueline Hill)

### Trama
Tornato sulla Terra, a causa di un malfunzionamento, il TARDIS si rimpicciolisce, equipaggio compreso, alle dimensioni di un pollice. Il Dottore e i suoi compagni di viaggio, pur in quelle condizioni, provano a sventare le macchinazioni di un industriale, nel corso della sperimentazione di un letale composto tossico creato dalla sua azienda.

## The Dalek Invasion of Earth
- Diretto da: Richard Martin
- Scritto da: Terry Nation
- Dottore: Primo Dottore (William Hartnell)
- Compagni di viaggio: Susan Foreman (Carole Ann Ford), Ian Chesterton (William Russell) e Barbara Wright (Jacqueline Hill)

### Trama
Il TARDIS atterra nella Londra del 2164: il Dottore e i suoi compagni di viaggio scoprono con orrore che l'intero pianeta è stato conquistato dai Dalek e l'intera popolazione è stata fatta schiava. Alla fine dell'avventura Susan viene lasciata a terra dal Dottore, pensando che la nipote abbia bisogno di farsi una vita propria.

## The Rescue
- Diretto da: Christopher Barry
- Scritto da: David Whitaker
- Dottore: Primo Dottore (William Hartnell)
- Compagni di viaggio: Ian Chesterton (William Russell), Barbara Wright (Jacqueline Hill), Vicki (Maureen O'Brien)

### Trama
Il TARDIS atterra sul pianeta Dido. Il Dottore, Ian e Barbara accettano di aiutare una coppia di sopravvissuti a uno schianto a sconfiggere una misteriosa creatura, il Koquillion. Alla fine dell'avventura una dei due sopravvissuti, Vicki, si unisce all'equipaggio del TARDIS.

## The Romans
- Diretto da: Christopher Barry
- Scritto da: Dennis Spooner
- Dottore: Primo Dottore (William Hartnell)
- Compagni di viaggio: Ian Chesterton (William Russell), Barbara Wright (Jacqueline Hill), Vicki (Maureen O'Brien)

### Trama
Il TARDIS atterra nei pressi di Roma, all'epoca dell'imperatore Nerone. Dopo essersi stabiliti in una villa abbandonata, le cose precipitano: Ian e Barbara vengono catturati e venduti come schiavi, mentre il Dottore viene scambiato per un famoso suonatore di lira e coinvolto, insieme a Vicki, in una serie di complotti alla corte dell'imperatore.

## The Web Planet
- Diretto da: Richard Martin
- Scritto da: Bill Strutton

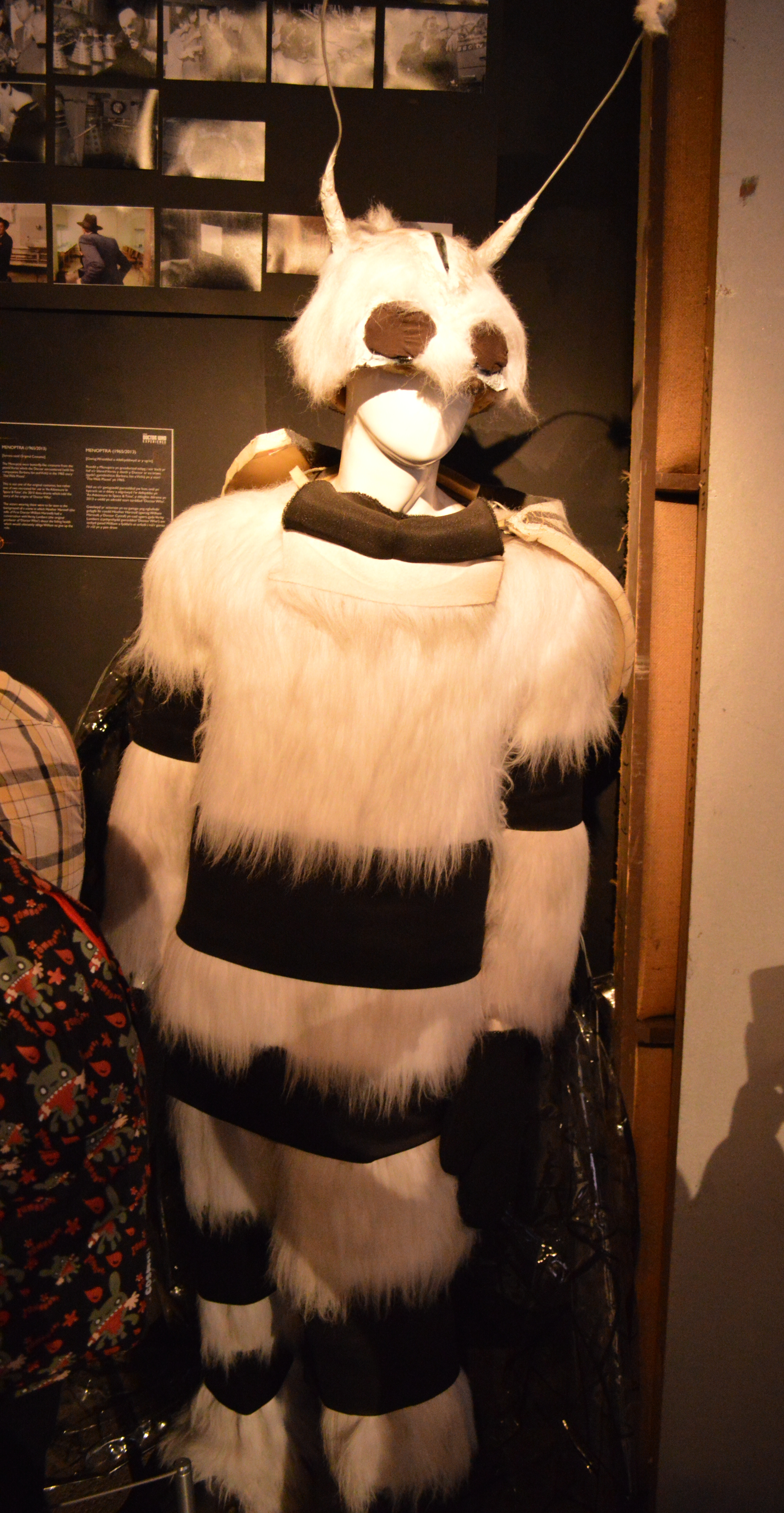
Il costume dei Menoptra, esposto alla Doctor Who Experience di Cardiff.

- Dottore: Primo Dottore (William Hartnell)
- Compagni di viaggio: Ian Chesterton (William Russell), Barbara Wright (Jacqueline Hill), Vicki (Maureen O'Brien)

### Trama
Il TARDIS viene attirato sul pianeta Vortis da una forza sconosciuta; il Dottore e i suoi compagni rimangono coinvolti nella lotta tra le due specie autoctone, gli Zarbi e i Menoptra, che un tempo coabitavano il pianeta in pace.

## The Crusade
- Diretto da: Mervyn Pinfield
- Scritto da: David Whitaker
- Dottore: Primo Dottore (William Hartnell)
- Compagni di viaggio: Ian Chesterton (William Russell), Barbara Wright (Jacqueline Hill), Vicki (Maureen O'Brien)

### Trama
Il TARDIS si materializza sulla Terra del tardo 1100, in Terra santa, durante la Terza crociata. Il Dottore e i suoi compagni ne rimangono coinvolti.

## The Space Museum
- Diretto da: Mervyn Pinfield
- Scritto da: Glyn Jones
- Dottore: Primo Dottore (William Hartnell)
- Compagni di viaggio: Ian Chesterton (William Russell), Barbara Wright (Jacqueline Hill), Vicki (Maureen O'Brien)

### Trama
Il TARDIS e il suo equipaggio arrivano ad un grande museo spaziale presente sul pianeta Xeros, condotto dai militaristi Moroks e dove gli abitanti originali del pianeta sono da loro trattati come servi.

## The Chase
- Diretto da: Richard Martin e Douglas Camfield (non accreditato - episodio 6)
- Scritto da: Terry Nation
- Dottore: Primo Dottore (William Hartnell)
- Compagni di viaggio: Ian Chesterton (William Russell), Barbara Wright (Jacqueline Hill), Vicki (Maureen O'Brien), Steven Taylor (Peter Purves)

### Trama
I Daleks sono in missione per distruggere il Dottore e il TARDIS; una volta compreso il pericolo, il Dottore si dà alla fuga nello spazio-tempo e i Daleks dietro di lui.

Durante l'episodio, Steven Taylor si aggiunge al gruppo, mentre alla fine, Ian e Barbara tornano al loro tempo sulla Terra.

## The Time Meddler
- Diretto da: Douglas Camfield
- Scritto da: Dennis Spooner
- Dottore: Primo Dottore (William Hartnell)
- Compagni di viaggio: Vicki (Maureen O'Brien), Steven Taylor (Peter Purves)

### Trama
Il TARDIS si materializza su una spiaggia in Inghilterra. Il Dottore, Vicki e il nuovo compagno Steven scoprono un elmo vichingo e deducono di essere arrivati nel passato. Mentre Steven e Vicki scalano la scogliera, il Dottore sceglie una via più facile... Nel bosco sopra la scogliera, Steven e Vicki trovano un moderno orologio da polso. Il Dottore investiga in un vicino
monastero e scopre altri anacronismi... Quando gli abitanti del villaggio locale sono attaccati da invasori Vichinghi, il Dottore capisce che non sono lontani da Hastings e dalla famosa battaglia avvenuta nel 1066.